# Hoplodrina clausa
Hoplodrina clausa là một loài bướm đêm trong họ Noctuidae.